# Oscar Adolfo de Bulhões Ribeiro
Oscar Adolfo de Bulhões Ribeiro (Niterói, 1 de março de 1846 – 1 de novembro de 1898) foi um médico brasileiro.
Doutorado em medicina pela Faculdade de Medicina do Rio de Janeiro em 1870, defendendo a tese “Da Uretrotomia”. Foi eleito membro da Academia Nacional de Medicina em 1897, com o número acadêmico 181, na presidência de Antonio José Pereira da Silva Araújo.